# Lynæs
Lynæs er en pynt på halvøen Halsnæs' sydvestlige "spids" ud mod Isefjorden i Nordsjælland, og udgør nu den sydlige del af Hundested. Det ligger i Torup Sogn, Halsnæs Kommune i Region Hovedstaden.
Det er et gammelt fiskerleje, der opstod efter Kikhavns brand i 1793. Den havde i slutningen af 1800-tallet kro, en rummelig havn med henved 6 fods dybde, store stenmoler og havnefyr, dampskibsforbindelse
til Frederikssund og Nykøbing Sjælland og færge til Rørvig. Nu er havnen og færgen flyttet til Hundested, men der er stadig en stor lystbådehavn. Lynæs Kirke er opført i 1901.
Under 1. Verdenskrig blev Lynæs Fort anlagt; det blev i 1962 omdannet til kursusvirksomhed men afhændet af Forsvaret i 1995 .
Desuden har Hundested Skole arbejdet for større synlighed i lokalområdet efter sammenlægning af de to tidligere skoler Lerbjerg og Storebjerg.
Navnet Lynæs hentyder til, at pynten ligger i ly af de høje bakker yderst på næsset.

## Naturfredning
Skulde Klint (27 moh.) og klinten Store Karlsminde (33 moh.) øst for Lynæs Havn, samt nogle overdrev vest for havnen, i alt 63 ha. blev fredet 2004.
| Citat                  | "Skrænterne i fredningsområdet rummer en meget artsrig og værdifuld overdrevs- og skræntflora med flere sjældne arter, som er karakteristiske for de mest nedbørsfattige og solrige områder i landet, ud over Halsnæs, f.eks. Røsnæs ved Kalundborg og Samsø." | Citat |
| Fra fredningskendelsen | |       |

## I populærkultur
Lynæs var udgangspunktet for filmen Flådens friske fyre fra 1965.
- Lynæs Havn
- Lynæs Kirke